# Григорян, Вули Аршакович
Вули Аршакович Григорян (17 марта 1924 года, Ереван — 2015 год, Москва) — советский и российский учёный-металлург, специалист по электросталеплавильному производству и жаропрочным сплавам. Доктор технических наук, профессор кафедры электрометаллургии стали и ферросплавов МИСиС. Лауреат Государственной премии СССР, заслуженный деятель науки и техники РСФСР.

## Биография
Вули Аршакович Григорян родился 17 марта 1924 г. в Ереване. После смерти отца в 1928 г. семья переехала в Москву. В августе 1941 г. поступил в Московский институт стали. Институт вскоре был эвакуирован в Новокузнецк, но В. А. Григорян остался в Москве, работал слесарем на артиллерийском заводе. После возвращения вуза из эвакуации в 1943 году продолжил учёбу на первом курсе. После окончания вуза в 1948 г. был оставлен в аспирантуре на кафедре электрометаллургии стали и ферросплавов, которую к тому времени возглавлял академик А. М. Самарин. Под его руководством В. А. Григорян в 1951 г. защитил кандидатскую диссертацию. В этом же году по приглашению заведующего кафедрой А. А. Жуховицкого перешёл на кафедру физической химии, где прошёл путь от ассистента до профессора, в 1964 г. защитив докторскую диссертацию.
В 1953 году В. А. Григорян был отправлен на два с половиной года в командировку в Китай, в Пекинский технический институт стали. Преподавал электометаллургию и физхимию, был награждён медалью «Китайско-советская дружба».
В 1964—1968 гг. Григорян В. А. — декан физико-химического факультета МИСиС. В 1969 г. возглавил кафедру электрометаллургии стали и ферросплавов, которой руководил около 30 лет, вплоть до 1999 года.
Умер 19 февраля 2015 г.

## Научная и педагогическая деятельность
Основная сфера научных интересов В. А. Григоряна — физико-химические и технологические исследования электросталеплавильных процессов, широкое признание также получили его работы по термодинамике и кинетике металлургических систем, выполненные вместе с А. А. Жуховицким. Под его руководством на кафедре были начаты глубокие систематические физико-химические и технологические исследования электросталеплавильных процессов, позволившие разработать теорию глубокого рафинирования легированных расплавов от углерода, серы и других примесей, сформулировать термодинамические условия окислительной (газовой и флюсовой) и восстановительной дефосфорации высоколегированных расплавов. Исследованы рафинировочные возможности плазменного разряда, условия дефосфорации и поведения азота при плазменной плавке, что существенно расширило представление о термодинамике жидких сплавов, природе неметаллических включений и способах их удаления. Значительное внимание было уделено изучению закономерностей кинетики металлургических реакций, в том числе при вакуумной и плазменно-дуговой плавке. Результаты этих работ обобщены в монографии «Теоретические основы электросталеплавильных процессов», неоднократно переизданной и переведенной на английский язык.
В 1980 г. работа В. А. Григоряна и коллектива ученых в области жаропрочных сплавов была отмечена Государственной премией СССР.
В. А. Григорян — автор шести монографий, более 280 статей, 70 авторских свидетельств и патентов. Под его руководством защищено более 70 кандидатских и докторских диссертаций. Долгие годы В. А. Григорян был председателем докторского диссертационного совета по специальности «Металлургия черных, цветных и редких металлов» и членом экспертного совета ВАК. Многолетний главный редактор журнала «Известия вузов. Чёрная металлургия».

## Признание
Лауреат Государственной премии СССР, заслуженный деятель науки и техники РСФСР, награждён орденами Трудового Красного Знамени, Дружбы народов, российским орденом Почёта, китайским орденом Дружбы, медалями, включая медаль «За доблестный труд в Великой Отечественной войне 1941—1945 гг.».
В 1985 г. избран почётным профессором Пекинского научно-технического университета.